# LitteraLund
Litteralund är en årlig bokfestival som arrangeras på våren i Lund. Första upplagan arrangerades 2005.
Litteralund arrangeras under en vecka i april varje år, och består av program för skolor, allmänheten samt ett konferensprogram vartannat år. Festivalen har cirka 7 000 besök under en veckas tid, och fram till 2025 har över 20 000 skolelever deltagit i festivalen. Bokfestivalen har ett varierat innehåll där boken står i fokus och där även teater, film, musik och berättande får stor plats. Målet är att väcka nyfikenhet inför barn- och ungdomsboken och uppmuntra läslust, skrivande och kreativt skapande.

## Festivalens historia
Idén om en bokfestival för barn och unga i Lund föddes 2005. Syftet är att sätta barn- och ungdomslitteraturen i fokus och anknyta till olika konstformer såsom teater, musik, dans och film.
Under åren har en rad kända författare föreläst på festivalen (fram till 2025 över 250 namn). Några av dessa är: 
- Isol
- Cornelia Funke
- David Almond
- Ulf Stark
- Emma AdBåge
- Hervé Tullet
- Benjamin Chaud
- Maja Säfström
- Gunilla Bergström
- Ilon Wikland
- Jujja Wieslander
- Lennart Hellsing
- Barbro Lindgren

- Bali Rai
- Mårten Sandén
- Johan Unenge
- Sara Kadefors
- Ulf Nilsson
- Jonas Hassen Khemiri
- Johanna Thydell
- Stina Wirsén